# Carmen Osbahr
Carmen Osbahr (Città del Messico, 21 aprile 1962) è un'attrice e doppiatrice statunitense.
Si è esibita in Rosita, personaggio di Sesame Street, a partire dal 1991.